# 1691
- Wikisource

| Calendário gregoriano                                                        | 1691 MDCXCI                         |
| Ab urbe condita                                                              | 2444                                |
| Calendário arménio                                                           | 1140 – 1141                         |
| Calendário bahá'í                                                            | -153 – -152                         |
| Calendário budista                                                           | 2235                                |
| Calendário chinês                                                            | 4387 – 4388 Início a 29 de janeiro  |
| Calendário copta                                                             | 1407 – 1408                         |
| Calendário etíope                                                            | 1683 – 1684                         |
| Calendários hindus - Vikram Samvat - Calendário nacional indiano - Cáli Iuga | 1746 – 1747 1612 – 1613 4791 – 4792 |
| Calendário Holoceno                                                          | 11691                               |
| Calendário islâmico                                                          | 1102 – 1103                         |
| Calendário judaico                                                           | 5451 – 5452                         |
| Calendário persa                                                             | 1069 – 1070                         |
| Calendário rúnico                                                            | 1941                                |
| Calendário solar tailandês                                                   | 2234                                |

1691 (MDCXCI, na numeração romana) foi um ano comum do século XVII do actual Calendário Gregoriano, da Era de Cristo, e a sua letra dominical foi G, totalizando 52 semanas, com início a uma segunda-feira e terminou também numa segunda-feira.
| Ano completo                         |
| ------------------------------------ |
| Ano comum com início à segunda-feira |

## Eventos
- Fundação da freguesia de Santo Amaro, Velas, que na altura da sua fundação foi chamada de Santo Amaro de Almeida.[1]

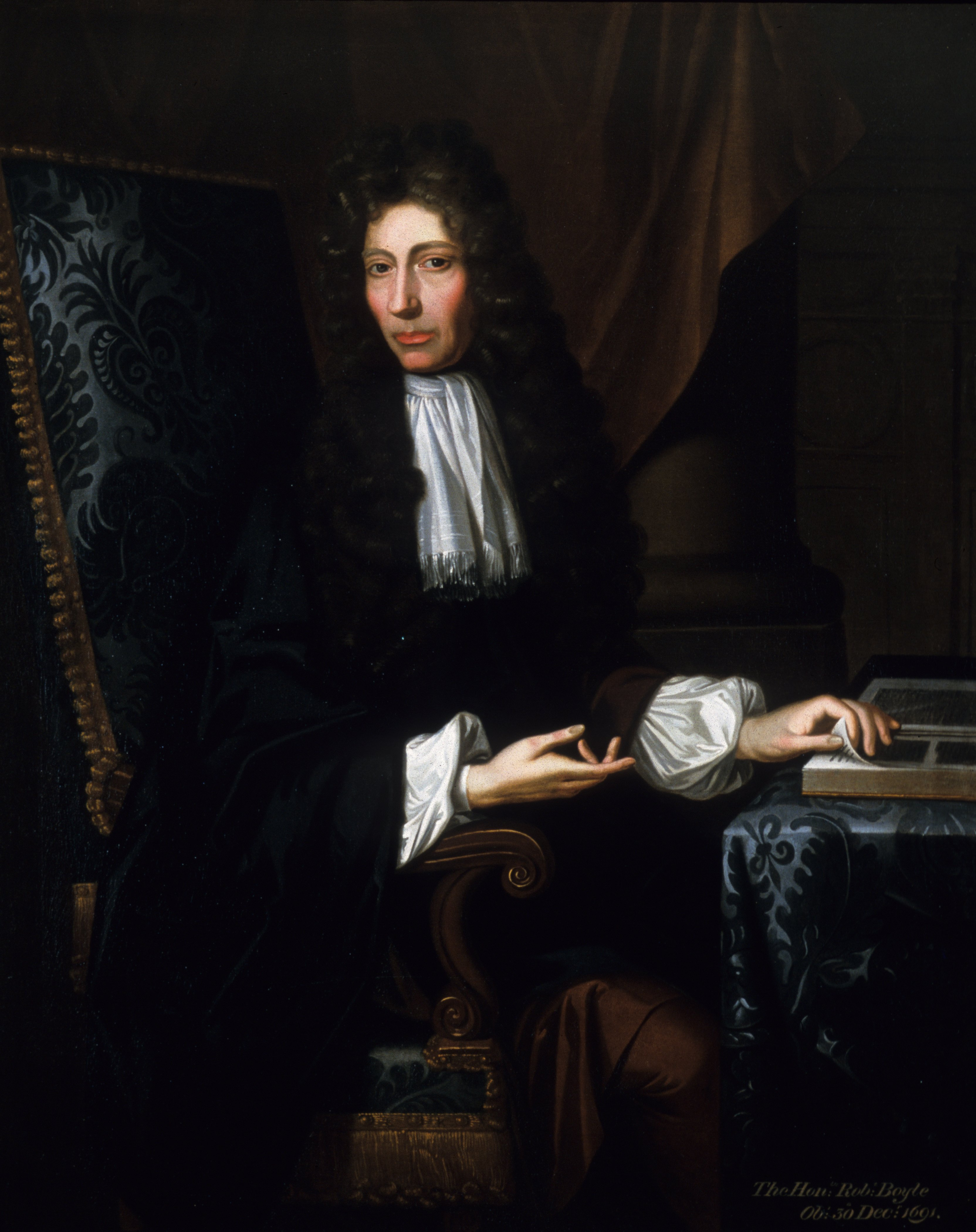
Retrato de Robert Boyle, pintado por Johann Kerseboom (1689).Colecção do Gawthorpe Hall.

## Nascimentos
- Jerônimo de Ornelas, português da Ilha da Madeira e um dos primeiros povoadores da cidade de Porto Alegre, Brasil (m. 1771).

## Mortes
- 6 de agosto - João Ferreira de Almeida, pastor, missionário e tradutor português (n. 1628).
- Abu Ali Haçane Iussi - escritor sufista de etnia  berbere, considerado o mais proeminente académico marroquino do século XVII e um dos Sabatu Rijal ("Sete santos de Marraquexe"; n. 1631).
- 31 de dezembro
  - Robert Boyle, filósofo, inventor e físico inglês (n. 1627).
  - Dudley North, político inglês (n. 1641)

## Por tema
- 1691 na literatura